# Vorohivka, Cernihiv
Vorohivka (în ucraineană Ворохівка) este un sat în comuna Borovîkî din raionul Cernihiv, regiunea Cernihiv, Ucraina.

## Demografie
Componența lingvistică a localității Vorohivka
     Ucraineană (100%)
Conform recensământului din 2001, toată populația localității Vorohivka era vorbitoare de ucraineană (100%).